# Hertzing
Hertzing – miejscowość i gmina we Francji, w regionie Grand Est, w departamencie Mozela.
Według danych na rok 1990 gminę zamieszkiwało 146 osób, a gęstość zaludnienia wynosiła 95 osób/km² (wśród 2335 gmin Lotaryngii Hertzing plasuje się na 899. miejscu pod względem liczby ludności, natomiast pod względem powierzchni na miejscu 1242.).